# Strings
Strings er en dansk dukkefilm fra 2004, instrueret af Anders Rønnow Klarlund og med Bernd Ogrodnik som ledende dukkefører.

## Danske stemmer
- Jens Jacob Tychsen som Hal
- Iben Hjejle som Zita
- Henning Moritzen som Kahro
- Jesper Langberg som Nezo
- Jens Arentzen som Ghrak
- Marina Bouras som Jhinna
- Søren Spanning som Erito
- Pernille Højmark som Eike
- Paul Hüttel som Agra
- Rasmus Botoft som Lo